# Мигел Насименто
Мигел Дуарте Насименто (порт. Miguel Duarte Nascimento; Лисабон, 19. јануар 1995) португалски је пливач чија ужа специјалност су трке слободним стилом на 100 и 200 метара, а плива и трке делфин стилом на истим дистанцама. Вишеструки је национални првак и рекордер. 

## Спортска каријера
Насименто је дебитовао на међународној пливачкој сцени 2013. на Европском јуниорском првенству у пољском Познању, где је успео да се пласира у финалне трке на 50 слободно (5) и 100 леђно (7. место). 
Прво велико такмичење у сениорској конкуренцији на коме је наступио је било Европско првенство у Лондону 2016, а у децембру исте године по први пут се такмичио и на Светском првенству у малим базенима у канадском Виндзору.  
На светским првенствима у великим базенима је дебитовао у Будимпешти 2017, али без неког запаженијег учинка. Такмичио се и на светском првенству у корејском Квангџуу 2019, где је такође остварио скромне резултате — 44. место на 100 слободно и 37. место на 200 слободно.  
Пливао је за репрезентацију Португала и на Медитеранским играма 2018. у Тарагони где је заузео високо осмо место у финалу трке на 200 слободно. Најбољи резултат у каријери је постигао на Светском првенству у малим базенима у Хангџоуу 2018. где је као члан штафете на 4×200 слободно заузео седмо место у финалу. 